# Toni Martínez Fernández
José Antonio Martínez Fernández (Gijón, 22 de enero de 1931 - † Luarca, 11 de agosto de 2015) fue un futbolista español conocido deportivamente como Toni que militó en dos clubs de la primera división española, el Real Oviedo y el Celta de Vigo en los años 50 del siglo XX.

## Trayectoria deportiva
Después de empezar como futbolista en equipos gijoneses (Kike, Cantábrico, Hispania) y pertenecer también al Luarca CF, José Antonio Martínez se incorporó al Real Oviedo en 1953. Debido a que ya estaba en el equipo Toni Cuervo, Martínez pasó a ser anunciado en las alineaciones como Toni II. 
Su primera temporada en el club azul no resultó muy fructífera pues sólo jugó tres partidos y además el Oviedo bajó a Segunda. Toni II tenía una fuerte competencia de jugadores para su puesto, como Pacheco, Luisín, Sará o Durán, que contaron con la confianza del técnico de aquella, Luis Urquiri. 
En Segunda División, en las tres próximas temporadas, Toni II tuvo muchísima más presencia y jugó 16, 19 y 17 partidos respectivamente, en una época en la que en la plantilla del Oviedo figuraron jugadores como además de los citados Argila, Echevarría, Falín o Aloy, entre otros. 
El Oviedo no pudo dar el salto a Primera pero Toni II volvió a jugar en la máxima categoría con el Celta. En el equipo vigués estuvo también tres temporadas, de ellas las dos primeras en Primera y de estas en la 57/58 jugó los 30 partidos. 
Tras el conjunto vigués siguió su carrera en el Levante, en el que jugó dos temporadas, ambas en Segunda División, para acabar su carrera como jugador en el equipo de su pueblo, el Luarca CF en 1966, con el que jugaría 4 temporadas. 
Como técnico dirigió a los equipos Puerto de Vega CF, Luarca CF, Navia CF, CD La Caridad y Ribadeo FC.

## Clubes
| Club                    | Temporada/s | División | Partidos | Goles |
| ----------------------- | ----------- | -------- | -------- | ----- |
| Real Oviedo             | 1953-1954   | 1ª       | 3        | 0     |
| Real Oviedo             | 1954-1957   | 2ª       | 52       | 2     |
| Real Club Celta de Vigo | 1957-1959   | 1ª       | 45       | 1     |
| Real Club Celta de Vigo | 1959-1960   | 2ª       | 24       | 3     |
| Levante Unión Deportiva | 1960-1962   | 2ª       | 33       | 3     |
| Luarca Club de Fútbol   | 1962-1966   | sd       | sd       | sd    |